# Hugh Fortescue (5e comte Fortescue)
Pour les articles homonymes, voir Fortescue.
Hugh Fortescue (14 juin 1888 – 14 juin 1958), 5e comte Fortescue (en), est un homme politique britannique.

## Biographie
Fils de Hugh Fortescue (4e comte Fortescue), il lui succède en 1932 dans la pairie et à la Chambre des lords. Il est Lord Lieutenant du Devon de 1936 à 1958.
Il est Lord-in-waiting de 1937 à 1945, puis Conservatice Chief Whip à la Chambre des lords de 1945 à 1957. Il est décoré de l'ordre de la Jarretière en 1951 et admis au Conseil privé en 1952.
Gendre de Wentworth Beaumont (1er vicomte Allendale), il est le beau-père de Bernard van Cutsem.

## Sources
- (en) Cet article est partiellement ou en totalité issu de l’article de Wikipédia en anglais intitulé « Hugh Fortescue, 5th Earl Fortescue » (voir la liste des auteurs).